# Никого не будет в доме…
«Никого́ не бу́дет в до́ме…» — стихотворение, написанное русским советским поэтом Борисом Пастернаком в июне 1931 года. Впервые опубликовано в том же году в журнале «Красная новь», в 1932 году вышло в составе книги стихотворений «Второе рождение». Отразило переживания и ожидания поэта в период расставания с первой семьёй из-за возникновения чувств к Зинаиде Нейгауз — будущей второй жене Пастернака. В 1975 году песня на это стихотворение, сочинённая Микаэлом Таривердиевым и исполненная Сергеем Никитиным, была включена в звуковую дорожку телефильма Эльдара Рязанова «Ирония судьбы, или С лёгким паром!». По мнению критиков, у широкого читателя стихотворение устойчиво ассоциируется с этим фильмом, а его выход на телеэкраны вызвал рост интереса к поэзии и личности самого Пастернака.

## История создания

### Предыстория
(Отрывок )

Никого не будет в доме,

Кроме сумерек. Один

Зимний день в сквозном проёме

Незадёрнутых гардин.

<…>

Но нежданно по портьере

Пробежит вторженья дрожь.

Тишину шагами меря,

Ты, как будущность, войдёшь.

Ты появишься у двери

В чём-то белом, без причуд,

В чём-то впрямь из тех материй,

Из которых хлопья шьют.
Стихотворение было написано в 1931 году — в период драматических перемен в жизни Бориса Пастернака. К этому времени поэт более восьми лет состоял в браке с художницей Евгенией Лурье. В 1929 году он познакомился и с этого момента поддерживал общение с семейством Нейгаузов — пианистом немецкого происхождения Генрихом Нейгаузом, его супругой Зинаидой, а также с их близкими друзьями. Со временем отношения между Пастернаком и Зинаидой Нейгауз перешли границу дружеских. Нейгауз относила начало влюблённости Пастернака ко времени возвращения с совместного дачного отдыха нескольких семей, включая Пастернаков и Нейгаузов, из Ирпени в Москву в сентябре 1930 года. В декабре 1930 года поэт ушёл от жены. Характерная особенность переписки Пастернака и Нейгауз этого периода — смена стиля обращения к Зинаиде: так, в письме, датированном 26 декабря 1930 года, он использует местоимение «Вы», а в письме от 15 января 1931 года переходит уже на «ты», заявляя, что ему «страшно трудно существовать» без неё. С этого момента в течение двух лет новые отношения проходили проверку на прочность, иногда, по образному сравнению самого Пастернака, превращавшуюся в «му́ку», и едва не окончившуюся его самоубийством. В 1932 году Пастернак и Зинаида Нейгауз зарегистрировали официальный брак.
Несмотря на то, что как человек Пастернак изначально произвёл на Нейгауз сильное впечатление, его стихотворения казались ей непонятными, «трудно доступными для понимания». После их знакомства и под непосредственным воздействием общения с Нейгауз лирика Пастернака претерпевает изменения: сама манера, оставаясь «узнаваемо пастернаковской, изначально „сложной“», одновременно освобождается «от мучительной и ненужной сложности», упрощаются лексика, семантика и фонетика.

### Публикации
Стихотворения периода 1930—1932 годов публиковались в журналах «Новый мир» и «Красная новь», а в 1932 году впервые вышли отдельным изданием — в книге «Второе рождение». Некоторые из этих стихотворений были посвящены Евгении Лурье, другие — Зинаиде Нейгауз. По времени написания и содержанию стихотворения, включённые во «Второе рождение», составили семь стихотворных циклов. Один из наиболее ранних таких циклов был закончен весной 1931 года, тетрадь с автографом стихотворений этого цикла позже была подарена Пастернаком Зинаиде Нейгауз. Эту тетрадь открывало стихотворение «Жизни ль мне хотелось слаще?..», третья строфа которого почти полностью совпадала с начальным четверостишием стихотворения «Никого не будет в доме…» (за исключением строки «Серый день в сквозном проёме», которая во втором случае была изменена на «Зимний день в сквозном проёме»). Во второй строфе поэт обращался к событиям сентября 1930 года, когда ночью накануне отъезда с дачи в Ирпене Зинаида Нейгауз помогала ему в сборах и укладке вещей. Вопрос, вынесенный в заглавие стихотворения «Жизни ль мне хотелось слаще?..», а также последние его строки («Так и нам прощенье выйдет / Будем верить, жить и ждать») указывали на сосредоточенность поэта на поиске обстоятельств, «извиняющих» его чувства с Нейгауз. В книгу «Второе рождение» это стихотворение включено не было.
Стихотворение «Никого не будет в доме…» было впервые опубликовано в девятом номере «Красной нови» за 1931 год. В качестве даты сочинения указано: «VI, 31» [Июнь 1931 года], место — город Москва. В этой публикации строки «И опять завертит мной» и «В чём-то впрямь из тех материй, / Из которых хлопья шьют» имели варианты соответственно: «И, крутясь, завертят мной» и «В чём-то тоньше тех материй, / Из которых зимы шьют». В публикации во «Втором рождении», строки «И дела зимы иной» и «В чём-то впрямь из тех материй» имели варианты соответственно: «И печаль зимы иной» и «В чём-то тоньше тех материй». Все варианты стихотворения состоят из шести строф-четверостиший с перекрёстным (ABAB) видом рифмовки.

### Адресат
В сочинениях и письмах Пастернака адресат стихотворения прямо указан не был. Принято считать, что оно посвящено Зинаиде Нейгауз, о чём может свидетельствовать сам факт наличия в его тексте четверостишия, совпадающего с аналогичным в стихотворении «Жизни ль мне хотелось слаще?..». На эту точку зрения указывали также Е. Б. Пастернак и Е. В. Пастернак, сравнивая отдельные строки из «Никого не будет в доме…» и выдержки из письма, написанного примерно в это же время — 9 июня 1931 года — и адресованного Нейгауз. В письме Пастернак писал: «… Как горько, что я никогда не сумею передать тебе всевытесняющую сногдоголовную прелесть твоего приближенья, ты разом с одного шага входишь, как свет». Эти признания перекликаются со строками 17—20 стихотворения: «Но нежданно по портьере / Пробежит вторженья дрожь. / Тишину шагами меря, / Ты, как будущность, войдёшь».
Однако по мнению филолога Натальи Фатеевой, «Никого не будет в доме…» может быть адресовано первой жене поэта. Фатеева обращала внимание на другое стихотворение — «Годами когда-нибудь в зале концертной…», — которое было посвящено Евгении Лурье, и которое первоначально следовало за стихотворением «Никого не будет в доме…» в книге «Второе рождение». Аргументом в пользу своей точки зрения Фатеева считала также то обстоятельство, что нотная строка начала Интермеццо Иоганнеса Брамса (op. 117, № 3), расположенная между второй и третьей строфами автографа «Жизни ль мне хотелось слаще?..», непосредственно перед строкой «Никого не будет в доме», также «приводит» к стихотворению «Годами когда-нибудь в зале концертной…», в котором упомянуто указанное Интермеццо. К этой же точке зрения исследователя приводил анализ некоторых лексико-грамматических особенностей текста «Никого не будет в доме…».

## Художественные особенности

### Интерпретация Дмитрия Быкова
Стихотворение имеет размер — четырёхстопный хорей, к которому, по словам одного из известных биографов Пастернака Дмитрия Быкова, поэт обращался редко — считаные разы. Быков назвал «Никого не будет в доме…» одним из стихотворений «редкой праздничности и свежести», в котором «всё устремлено в будущее», и которое «написано в будущем времени». Это будущее — новая жизнь, которая начнётся «как с чистого листа», — предстаёт здесь «чудом», праздничным и таинственным одновременно. За это предощущение счастья и тайны, по мнению Быкова, Пастернак особенно любил Новый год. Первые две строфы стихотворения рисуют «великолепную в своём лаконизме картину — белизну, тишину, ещё и усугублённую мягкостью снегопада, всегда приглушающего звуки», которая и призвана подготовить само явление чуда.
Однако в третьей и четвёртой строфах настроение лирического героя омрачается «отягощающими воспоминаниями». «Прошлогоднее унынье / И дела зимы иной», как полагает Быков, — в данном случае не только муки совести из-за распада предыдущего брака, но и воспоминания о тяжёлых условиях жизни пореволюционных лет — зимой 1918 и 1919 годов «с их отчаянием и скудостью», «холодом и хаосом», необходимостью обеспечивать существование, имея «ничтожный паёк или копеечный заработок» (к этому отсылает словосочетание «голод дровяной»). Как отмечали в комментариях к стихотворению Е. Б. Пастернак и Е. В. Пастернак, строки «И окно по крестовине / Сдавит голод дровяной», которыми оканчивается четвёртая строфа, содержат точное описание заледеневания оконного стекла, начиная от переплёта к середине, при недостаточной топке печей, что поэт наблюдал в эти годы неоднократно. Однако, в третьей и четвёртой строфах стихотворения, предполагал Быков, может указываться и на события зимы 1926 года, когда отец Пастернака, Леонид Осипович, переписывался с немецким поэтом Райнером Рильке — одним из классиков западноевропейского модернизма. Пастернак, с его слов, тогда был поражён фактом его поэтической известности в Европе, а также высокой оценкой его стихотворений как «очень хороших» самим Рильке.
В последних двух строфах, вместе с долгожданным появлением возлюбленной, уныние лирического героя исчезает. Быков акцентировал внимание на двух чертах облика этой возлюбленной: простоте и «природности». Словосочетание «без причуд» как одна из характеристик её одеяния, демонстрируя упрощение поэтического языка Пастернака, по Быкову, «потом повторится — довольно неуклюже, почти по Фрейду» и в другом стихотворении, включённом в книгу «Второе рождение»: «Любить иных — тяжёлый крест, / А ты прекрасна без извилин». Вообще восприятие действительности через призму простоты у Пастернака надолго станет главным лейтмотивом всех обращений к теме новой реальности. В частности, и революция для него будет таким же «органичным и упрощающим явлением — по крайней мере, в его собственной авторской мифологии».

### Интерпретация Натальи Фатеевой
По мнению Натальи Фатеевой, во «Втором рождении» для лирического героя Пастернака открылась возможность нового «преображения». При этом сама последовательность стихотворений в книге, в которых задавалась «энергия бега», «одухотворяющего» движения к этому преображению, с точки зрения исследователя, являлась значимой. Так, в открывающем книгу стихотворении «Волны» начинался первый круг бега, отражавший уже «испытанное» в предшествующей жизни и творчестве. Стихотворение «Никого не будет в доме…» открывало новый круг этого бега — круг вторженья: строка «Но нежданно по портьере / Пробежит вторженья дрожь», как считает Фатеева, чётко делит стихотворение на две части. В первой его части вследствие доминирования слов с отрицательными префиксами и частицами «не» и «ни», преобладает «семантика „отрицания“ и „неопределённости“, и даже „унынья“ на фоне снега и инея (три слова с этой семантикой открывают стиховые ряды: „никого“, „незадёрнутых“, „неотпущенной“)».
Смена этих состояний подготавливается в строке «Но нежданно по портьере». Фатеева обращает внимание на лексему «портьера» — занавес, отмечая, что у Пастернака он всегда являлся посредником в его диалоге с «высшими силами»: так, во фрагментах о Реликвимини Пастернак писал, что «одухотворение» входит во все предметы и явления, лишь стоит «потянуть шнур» занавеса, «свивающий с границы неодушевлённого». В звуковом составе следующей строки стихотворения — «Пробежит вторженья дрожь» — закодирована семантика глагола «пробежать», то есть «быстро, бегом переместиться», «прозвучать, быстро распространяясь». Этими звуками, «которые бегут, как раз оказываются звуки заглавия книги „Второе рождение“: „вторженья дрожь“ / „второе рождение“». Таким образом, заключает исследователь, представления о функциях «занавеса» и «бега» у Пастернака «подобны, смежны и взаимозаменимы»: если занавес — это «материальное воплощение контакта (внешнего и внутреннего)», то бег — его кинетическое воплощение, «способ касания, передачи энергии, чаще всего с эффектом моментальности действия».
Строка «Тишину шагами меря», по Фатеевой, демонстрирует идею поэта о шагах как переходе к бегу и «второму рождению». Анализируя особенности воплощения этой идеи в других произведениях Пастернака (в частности, в поэме «Девятьсот пятый год» — «О, куда мне бежать / От шагов моего божества!»), исследователь приходит к выводу, что под субъектом, появляющимся в стихотворении, следует понимать «божественное существо», а образ «белых материй», в котором оно появляется, нужно воспринимать в библейском контексте — контексте преображения. Принятое представление об этом субъекте как о женщине, по мнению Фатеевой, не противоречит её точке зрения, поскольку «как объяснил Пастернак в романе „Доктор Живаго“, для него триединство Бога, Женщины и Личности неделимо».

### Другие интерпретации
Е. Б. Пастернак проводил сопоставление «центрального момента появления героини в комнате» в стихотворении «Никого не будет в доме…» с аналогичным появлением героини романа «Доктор Живаго» Ларисы Фёдоровны, которое словами другого персонажа этого произведения — комиссара Павла Антипова — описано схожим образом: «Когда она входила в комнату, точно окно распахивалось, комната наполнялась светом и воздухом».
И. Бурков обращался к стихотворению «Никого не будет в доме…» для иллюстрации тезиса о том, каким образом через грамматическое совмещение временных планов художественного текста реализуется мотив «родства с человечеством» лирического героя Пастернака. Этот мотив заключается в том, что герой, в процессе непосредственного или опосредованного (через культуру) общения с возлюбленной, друзьями и «творцами, достигшими бессмертия в мировой культуре», осознаёт своё «кровное родство <…> с человечеством во всей его истории». В результате он «обретает творческую мощь и включается в совместную работу человечества по одухотворению и пересозданию мира». На уровне стихотворной формы мотив выражается, в том числе, в преодолении линейного течения времени. Частое употребление предикатов, создающих эффект нелокализованности действия во времени, в сочетании с необходимым количеством лексем повторяемости этого действия: «И опять зачертит иней, / И опять завертит мной / Прошлогоднее унынье / И дела зимы иной», приводят к совмещению сразу нескольких временных планов текста стихотворения.
Яков Гин рассматривал применение Пастернаком приёма олицетворения в тексте стихотворения «Никого не будет в доме…» как один из примеров исследования динамики лиц (направлений переключения лиц) в лирической речи XX века. Так, используемое Пастернаком переключение типа «3 лицо → 2 лицо», когда об одном и том же предмете говорится вначале в третьем, а затем во втором лице, Гин характеризует как свойственное именно лирике и наиболее часто встречающееся в ней. Соглашаясь с тезисом, что такой тип переключения в большинстве случаев представляет собой переход неодушевлённых предметов, абстрактных понятий и других «условных адресатов» из пространства внешнего мира в пространство мира внутреннего, Гин определяет этот тип как парадигматический сдвиг, переводимый в план синтагматики. Подобной синтагматизации подвергается и олицетворение, содержащееся в строках «Никого не будет в доме, / Кроме сумерек…», где порядок слов и граница стиха максимально актуализируют последовательность персонификации, а мир «кто» постепенно расширяется за счёт сужения мира «что». Далее по тексту, замечал Гин, этот антропоморфизм продолжит расширяться: «Только крыши, снег и, кроме / Крыш и снега, — никого». Последние строки, а также самое первое предложение стихотворения «Никого не будет в доме, / Кроме сумерек» Е. Локтев приводил в пример отрицательных генитивных предложений с местоимением «никого» как средством выражения отрицательного компонента. Семантика такого типа предложений в данном случае это не просто констатация отсутствия предметов, явлений, их признаков, а в большей степени характеристика состояния окружающей среды, обусловленного данным отсутствием.

## В культуре

### «Ирония судьбы»
В 1975 году при подготовке к съёмкам телевизионного фильма «Ирония судьбы, или С лёгким паром!» режиссёр Эльдар Рязанов выбрал восемь стихотворений советских поэтов, включая «Никого не будет в доме…», песни на которые предполагалось включить в звуковую дорожку телефильма. Первоначально Рязанов пригласил к работе над музыкой сразу нескольких композиторов, однако, в конечном итоге все песни сочинил Микаэл Таривердиев. Они были написаны в жанре романса, «выстроены» в фильме «по смыслу: о любви, о счастье, о ревности, о доброте, о желании быть понятым», их аккомпанемент решён в одном тембре. Из текста «Никого не будет в доме…» было исключено четвёртое четверостишие, при этом их общее количество осталось неизменным за счёт повтора первого четверостишия в конце песни. Этот текст Таривердиев назвал «нежными стихами», музыка к которым звучит «на фоне преследования жёсткой дамой скромного интеллигентного врача», и потому, по мнению композитора, воспринимается «резким контрапунктом с тем, что происходит на экране, даже вступает в противоречие». Впрочем, в последующих песнях расхождение между звуковым и изобразительным рядами фильма, полагал Таривердиев, постепенно стирается. Сам Рязанов считал, что все мелодии Таривердиева контрастировали с комедийным ходом фильма, тем самым «придали ему своеобразную стереоскопию, оттенив смешное грустью и лирикой».
Все мужские партии в песнях, включая «Никого не будет в доме», исполнил Сергей Никитин под гитарный аккомпанемент. В 1976 году, вместе с другими песнями из телефильма, «Никого не будет в доме» была издана на второй стороне долгоиграющей пластинки Таривердиева «Музыка из кинофильмов „Ольга Сергеевна“, „Ирония судьбы“». Как отмечал Дмитрий Быков, с момента выхода «Иронии судьбы» на экраны в 1976 году для советского, а затем — постсоветского читателя стихотворение «Никого не будет в доме…» «прочно ассоциируется» с этим телефильмом, в котором оно «поразительно уместно прозвучало». «Мало того что фильм, как правило, показывают в канун торжества, — так ещё и сама песня поётся там за сутки до Нового года, и трудно подобрать текст, более соответствующий этому ожиданию». «Российская газета» акцентировала внимание на том, что Пастернак, к моменту выхода фильма всё ещё «не рекомендованный для широких масс», — следствие опалы, в которой поэт находился в последние десятилетия жизни, — «пошёл в народ» после «Иронии судьбы».

### На телевидении и эстраде
В телевизионных концертах и спектаклях «Зимний этюд» (1980), «О времени и о себе» (1986) и других стихотворение читал советский драматург и театральный режиссёр Евгений Симонов.
С конца 1970-х годов Сергей Никитин исполнял песню «Никого не будет в доме» на концертах и в телепередачах. С 1980 года после начала сотрудничества Таривердиева с музыкантами из трио «Меридиан» репертуар коллектива также пополнился этой песней. В 2006 году Сергей Трофимов записал собственную версию «Никого не будет в доме» для трибьют-альбома «Семнадцать мгновений судьбы», выход которого был приурочен к 75-летию Микаэла Таривердиева. В 2016 году на съёмках музыкальной программы «Киношоу» телеканала НТВ песню исполнил Алексей Воробьёв.
В 2016 году была издана книга мемуаров театрального художника и сценографа Бориса Мессерера «Промельк Беллы. Романтическая хроника», содержавшая воспоминания автора, в том числе о второй жене — поэтессе Белле Ахмадулиной. Помещённая в название этой книги лексема «промельк» использована Пастернаком во второй строфе стихотворения «Никого не будет в доме…»: «Только белых мокрых комьев / Быстрый промельк маховой». Семантика названия книги, по мнению филолога Е. Подшиваловой, отражает, кроме прочего, поэтическую «встречу» Пастернака и Ахмадулиной. Подшивалова обращалась к известному факту приглашения Пастернаком Ахмадулиной в гости на его писательскую дачу в Переделкине, так и не принятому последней («Я не пришла ни завтра, ни потом», — позже напишет Ахмадулина в стихотворении «Памяти Бориса Пастернака»). «Надмирная» встреча обоих поэтов, уточняла Подшивалова, состоялась всё-таки дважды — в книге Мессерера и в телефильме Рязанова «Ирония судьбы».
Стихотворение включено в образовательную программу для средней школы. В подразделе о Борисе Пастернаке российского учебника литературы для седьмого класса, изданного в 2016 году, содержится краткий анализ текста «Никого не будет в доме…», сфокусированный на специфике использования поэтом эстетики цвета. Так, если в начале стихотворения белый проём окна, по мнению авторов пособия, вызывает «острое чувство одиночества», за которым наступает «прошлогоднее унынье», а строки «И окно по крестовине / Сдавит голод дровяной» звучат «совсем трагически», то в конце — «нежданно» всё изменяется, и «совсем по-другому звучит белый цвет».